# Егоров, Юрий Сергеевич
Юрий Сергеевич Егоров (20 января 1929 — 15 мая 2009, Москва) — российский боксёр, один из самых знаменитых нокаутеров советского бокса.
Отличник «Трудовых резервов», Отличник физической культуры, Ветеран труда, Ветеран спорта РСФСР, Мастер спорта по боксу, Заслуженный тренер РСФСР, Заслуженный тренер России. Чемпион СССР 1950, 1951 и 1953 годов («бронза» — 1949 и 1957, «серебро» — 1955). Чемпионат Европы по боксу — 1953, занял призовое место в полутяжёлом весе.
Из 180 боев выиграл 166, 121 из них — досрочно.

## Биография

### Юность
В четырнадцатилетнем возрасте Юрий поступил в 33-ю группу слесарей-инструментальщиков Ремесленного училища № 4.
С приходом нового мастера, который был боксером, Юрий начал заниматься боксом в Центральном клубе «Трудовых резервов». Через три месяца он уже вышел на ринг оспаривать звание чемпиона столицы для юношей. Первый бой был проигран, так как противник был намного выше, тяжелее и, главное, опытнее. После этого он твердо решил не ходить в боксерский зал. Но прошло лето, товарищи по группе продолжали заниматься различными видами спорта, но только он один ничем не занимался. И Юра снова пошёл в боксерский зал и его приняли. Он не пропускал ни одной тренировки, было очень тяжело первое время. Спустя два месяца он снова вышел на ринг оспаривать первенство среди юношей. Два предварительных боя он выиграл без особого труда, а в финале первенства легко победил своего прошлогоднего соперника.
Окончил ГЦОЛИФК (ныне РГУФК).

## Спортивная карьера
В 1948 году, третий раз подряд заняв первое место на Всесоюзных соревнованиях, Юрий Егоров вышел на «Большой ринг». Следующие две встречи с мастерами спорта окончились его победой. Теперь лучших боксёров «Трудовых резервов» тренировал заслуженный мастер — Денисов Борис Семенович. Первенство страны 1949 года показало всем, как стремительно вырос молодой спортсмен. Он вошёл в лучшую тройку боксеров Советского Союза. В 1950 году Егоров оказался сильнейшим среди полутяжеловесов страны.
За годы пребывания в сборной СССР (10 лет) многому научился у Сергея Щербакова, Бориса Степанова, Виктора Меднова.
На протяжении трех лет тренировал сборную республики Мали, затем сборную Пакистана, которая выиграла «серебро» на Азиатских играх.
Тренировал В. М. Давыдова — чемпиона Европы среди юниоров.

## Личная жизнь
Был женат на В. А. Егоровой (1930—2007). Воспитывали двух детей сына — Андрея (1953), дочь — Ирину (1959) и внучку Дарью. Владел французским языком.
Всю жизнь дружил с выдающимися боксерами своего времени: Виктором Медновым, Анатолием Перовым, Альгирдасом Шоцикасом.
Похоронен на Домодедовском кладбище участок № 242.